# Divišov (Bystřice nad Pernštejnem)
Divišov (německy Diwischau) je malá vesnice, část města Bystřice nad Pernštejnem v okrese Žďár nad Sázavou. Nachází se asi 7,5 km na západ od Bystřice nad Pernštejnem. Prochází zde silnice I/19. V roce 2009 zde bylo evidováno 35 adres. V roce 2001 zde trvale žilo 67 obyvatel.
Divišov je také název katastrálního území o rozloze 2,47 km2.